# Pierrot (Picasso)
Pierrot è un'opera pittorica a olio su tela (92x73 cm) realizzata dal pittore spagnolo Pablo Picasso nel 1918. È conservata al Museum of Modern Art di New York.
Un pierrot viene, in questo quadro, rappresentato stanco e privo di energie.